# Jason Bourne
Jason Bourne är en romanfigur i böcker skrivna av Robert Ludlum.
Jason Bourne är utbildad yrkesmördare och spion för den amerikanska regeringen, men efter ett misslyckat uppdrag utanför Frankrikes kust hittas han livlös av en fiskebåt. När han vaknar till kan han inte minnas någonting av sitt liv, inte ens sitt eget namn. Han börjar desperat söka sin riktiga identitet, och blir samtidigt måltavla för sin egen chef.

## Romaner

### Författade av Ludlum
Robert Ludlum skrev tre böcker om Jason Bourne:
- 1980 – Bourne Identity
- 1986 – Bourne Supremacy
- 1990 – Bourne Ultimatum

### Författade av Van Lustbader
Efter Ludlums död 2001 tog Eric Van Lustbader över och har till 2021 skrivit elva böcker i serien Bourne:
- 2004 – Bourne Legacy
- 2007 – Bourne Betrayal
- 2008 – The Bourne Sanction
- 2009 – Bourne Deception
- 2010 – Bourne Objective
- 2011 – Bourne Dominion
- 2012 – Bourne Imperative
- 2013 – The Bourne Retribution
- 2014 – The Bourne Ascendancy
- 2016 – The Bourne Enigma
- 2017 – The Bourne Initiative

### Författade av Brian Freeman
- 2020 – The Bourne Evolution
- 2021 – The Bourne Treachery

## Karaktärsdrag
I böckerna hade Jason Bourne, vars riktiga namn är David Webb ett förflutet som medlem i Medusa, ett amerikanskt elitförband, en så kallad "dödspatrull" som spårade upp och mördade verkliga och misstänkta medlemmar i FNL-gerillan under Vietnamkriget. David Webb alias Jason Bourne trodde hans fru avlidit under ett amerikanskt bombanfall i Kambodja men mot hans vetskap överlevde ett av hans barn, Joshua. Efter Vietnamkriget värvades han av CIA och specialtränades i ett projekt kallat Operation Treadstone och fick namnet Jason Bourne.
I filmerna med Matt Damon i huvudrollen nämns inget om något förflutit i Vietnamkriget, istället är David Webb/Jason Bourne född i Missouri 1971, mitt under Vietnamkriget. The Bourne Identity inleds med att han räddas av en fiskebåt efter att för första gången misslyckats med ett lönnmord. När han repar sig minns han inte sitt namn. Resten av filmerna handlar om hur han söker efter sin identitet samtidigt som hans tidigare chefer i CIA gör allt för att mörda honom - de är livrädda för att Jason Bourne kommer avslöja den ljuskygga verksamheten inom Operation Treadstone samt ett liknande projekt benämnt Blackbriar.
I Operation Treadstone tränades Jason Bourne till en mördare. Han är extremt skicklig i kamp man mot man, han kan döda på alla tänkbara sätt och Bourne dödar också alla lönnmördare som CIA skickar ut i jakten på honom. Han är också en mycket skicklig skytt, bilförare, språkgeni och nästan omöjlig att fånga. Samtidigt plågas han av dåligt samvete över alla som han dödat åt USA:s regering. Varför ville egentligen CIA att alla han mördade skulle dö? Bournes problem med minnesförlust är troligen en bieffekt av de experiment som Doktor Albert Hirsch utsatte honom för under träningen.  
I första filmen, The Bourne Identity förälskar sig Bourne i Marie Creutz som hjälper honom att fly från USA:s ambassad i Schweiz. I inledningen av The Bourne Supremacy bor de i Goa, Indien och vill leva ett normalt liv ihop. Men CIA har inte gett upp jakten på Bourne och Marie mördas i ett mordförsök riktat mot Bourne. Han tar Maries död mycket hårt och fortsätter sin egen jakt på sina tidigare arbetsgivare. 
Till skillnad från en av filmvärldens andra fiktiva superagenter, James Bond, klarar sig Bourne utan diverse tekniska hjälpmedel (undantaget Bondfilmerna med Daniel Craig i huvudrollen). Till skillnad från Bond tampas inte Bourne med fiktiva superskurkar som till exempel Ernst Stavro Blofeld eller Hugo Drax, det är hela tiden CIA som är motståndaren.

## Filmatiseringar

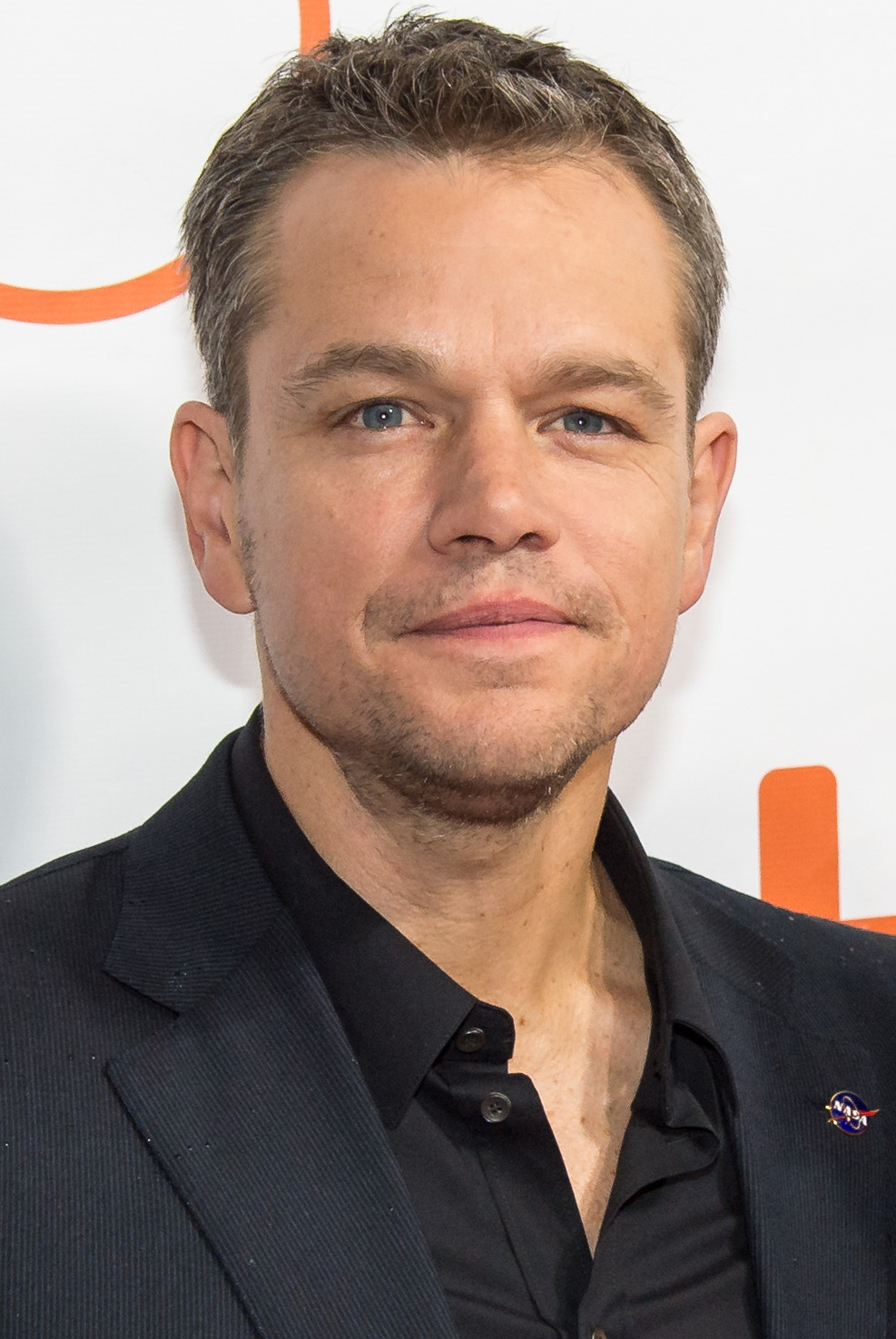
Matt Damon som gestaltar Bourne i filmserien.

I olika filmatiseringar av böckerna har Jason Bourne spelats av två olika skådespelare, Richard Chamberlain och Matt Damon. Det finns två filmatiseringar av den första boken. Chamberlain spelar huvudrollen i filmen från 1988 och Damon spelar i The Bourne Identity från 2002, The Bourne Supremacy (2004) och The Bourne Ultimatum (2007). En fjärde film, The Bourne Legacy hade premiär 2012, dock utan Jason Bourne som huvudkaraktär. Där heter istället huvudkaraktären Aaron Cross (spelad av Jeremy Renner), även han yrkesmördare anställd av CIA. Handlingen utspelar sig parallellt runt och strax efter slutet i The Bourne Ultimatum. År 2016 hade filmen Jason Bourne premiär.
- 1988 – Identitet okänd
- 2002 – The Bourne Identity
- 2004 – The Bourne Supremacy
- 2007 – The Bourne Ultimatum
- 2012 – The Bourne Legacy
- 2016 – Jason Bourne